# 인효문황후
인효문황후 서씨(仁孝文皇后 徐氏, 원 지정 22년 2월 9일(1362년 3월 5일) ~ 명 영락 5년 7월 22일(1407년 8월 27일)) 서씨는 명나라 제3대 황제인 영락제의 부인이자 정비이며 명나라 개국공신인 장군 중산왕(中山王) 서달(徐達)의 장녀이다. 1402년 정난의 변으로 영락제가 집권하자 황후에 책봉되었으나 5년만에 사망하였다. 그녀의 집안은 명나라의 개국공신 집안이었으나 홍무제의 공신 대숙청 때 휘말려 멸족당한다.

## 생애
서씨는 어릴 적 독서를 좋아하고 성격이 온화했는데 홍무 9년(1376년)에 주원장이 그 이야기를 듣고 서달을 불러 사돈을 맺자고 청하였다. 그녀는 학식이 높고 교양이 있으며 정계와 밀접한 연관이 있었다고 한다. 하지만 정사에 관여했다는 기록은 드물다. 어려서 연왕 주체와 혼인했으나, 정작 그의 친정은 주원장의 공신 대숙청 때 휘말려 큰 화를 입기도 했다. 건문 4년(1402년)에 연왕이 정난의 변에서 승리를 거두고 황제가 되자, 그녀 역시 황후로 승격되었다. 영락제는 자신을 돕기 위해 죽은 서씨의 동생 서증수에게 작위를 추서하려고 했지만 서씨는 있을 수 없는 일이라며 이를 반대하였다. 영락제가 서씨 몰래 작위를 주고 나중에 알리자 서씨는 끝까지 감사해하지 않았다는 이야기가 명사(明史)에 전한다. 서씨는 "백성을 아끼고 널리 인재를 구하여 황실에 예를 다하되 자신의 외가친척들을 절대 돌보지 말라"는 유언을 남기고 죽었다. 그녀가 죽은 후 영락제는 그녀의 여동생 서묘금(徐妙錦)과 재혼하려 하였으나 청혼을 거절당하였고, 영락제는 주원장의 전례에 따라 새로이 황후를 맞이하지 않았다.

## 시호
황후 서씨 사후에는 인효황후(仁孝皇后)로 추시하였고, 영락제 사후 추시된 정식시호는 인효자의성명장헌배천제성문황후(仁孝慈懿誠明庄獻配天齊聖文皇后)이다. 능호는 장릉(長陵)이다.

## 기타
1407년 정비인 서황후가 죽자 인효라는 시호를 내렸다. 영락제는 인효문황후의 여동생이며 명나라의 개국공신인 위국공 서달(徐達)의 셋째 딸 서묘금(徐妙錦)에게 청혼하였다. 처제인 서묘금은 재주와 용모가 친언니이자 영락제의 정비인 서황후보다 뛰어났다고 한다. 정비의 모습을 닮은데다가 그녀의 뛰어난 용모와 재주를 본 영락제는 1407년 그해에 새로운 황후의 간택령을 내렸다가 취소하고, 바로 서묘금을 불러들여 청혼을 시도하려 했다.
서묘금은 학식도 뛰어나고 역사서와 고전에 능했다 한다. 그러나 영락제를 멸시하던 서묘금은 영락제의 청혼을 여러번 사양하였다. 마지막으로 그는 서신을 보내 영락제의 요청을 완곡하게 거절한다. 이 서신에서 자신은 양가집 규수로 태어났지만 욕심도 없고 부귀영화도 꿈꾸지 않으며 오직 불교에 귀의하고 싶다는 것과 열심히 불공을 드려 황제의 앞날을 축원하겠다는 것과 다시는 세속으로 돌아올 생각이 없다는 것을 여러번 강조했다. 세상을 떠나 불교에 귀의하여 조용히 여생을 보내고 싶은 것이 소원이라 하였다. 마지막으로 묘금의 장문으로 된 청혼거부 서신을 받자 결국 그는 결혼을 포기한다. 이후 그는 새 황후를 맞이하지 않고 여생을 보낸다.

## 같이 보기
- 서달
- 영락제
- 서묘금
- 정난의 변
- 홍희제
- 방효유